# بديع مؤيد العظم
بديع مؤيد العظم (1870-1965) سياسي سوري من دمشق، كان عضواً في مجلس المبعوثان ورئيساً لمجلس الشورى في عهد الملك فيصل الأول. انتُخب رئيساً للمجلس النيابي في دولة دمشق ونائباً لرئيس دولة الاتحاد السوري، كما تسلّم عدة حقائب وزارية في زمن الاحتلال الفرنسي، منها العدل والزراعة.

## البداية
ولِد بديع مؤيد العظم في دمشق لأُسرة سياسية عريقة ودَرس في معهد الحقوق العثماني في إسطنبول. فور تخرجه، عُين في الديوان العام للإدارة المركزية لولاية سورية، ثمّ كاتباً للواردات في شعبة المفوضية العامة. في عام 1897 انتقل إلى القسم القانوني وأصبح مديراً له حتى عام 1905، عند تعينه ناظراً للديوان العمومي في ولاية الموصل. وبعدها بست سنوات، نُقل إلى إسطنبول مفتشاً في هيئة الجمارك العثمانية.

## عضواً في مجلس المبعوثان
بعد نجاح انقلاب جمعية الاتحاد والترقي في صيف عام 1908، دعا السلطان عبد الحميد الثاني إلى انتخابات تشريعية في كافة أرجاء السلطنة، فاز فيها بديع مؤيد العظم بمقعد نيابي في مجلس المبعوثان، ممثلاً عن دمشق سنة 1914.

## في حكومة الأمير محمد سعيد الجزائري
وبعد انسحاب الجيش العثماني من مدينة دمشق يوم 26 أيلول 1918 تم تشكيل مجلس حكم انتقالي من الأعيان برئاسة الأمير محمد سعيد الجزائري وعضوية كل من فارس الخوري وشكري باشا الأيوبي وجميل الإلشي وبديع مؤيد العظم. قاموا مجتمعين بالإشراف على حماية القوات العثمانية المنسحبة من المدينة وبرفع علم الثورة العربية الكبرى فوق دار البلدية وسط ساحة المرجة، معلنين تحرير البلاد باسم الشريف حسين بن علي، قائد الثورة العربية الكبرى. ولكن هذا المجلس لم يستمر أكثر من ثلاثة أيام، فقد تم الإطاحة به فور وصول الضابط البريطاني توماس إدوارد لورنس إلى دمشق، بحجة أنه لم يكن مُكلفاً بحكم المدينة لا من الحلفاء ولا من الشريف حسين.

## في مجلس الشورى
بايع بديع مؤيد العظم الأمير فيصل بن الحسين حاكماً عربياً على سورية يوم دخوله دمشق في 3 تشرين الأول 1918، وعُين على الفور عضواً في مجلس الشورى، ثم رئيساً له عام 1919. كُلّف مؤيد العظم بدراسة القوانين والمراسيم ووضع مقترحات للدولة السورية الناشئة ورفعها لابن عمه محمد فوزي باشا العظم رئاسة المؤتمر السوري، وهو أول برلمان مُنتخب في البلاد.

## تجربة الحزب السوري الوطني
شارك بديع مؤيد العظم في تأسيس حزب سياسي، يُدعى الحزب الوطني السوري، الذي عُرف شعبياً بحزب الذوات، نظراً لتواجد الكثير من الأعيان في صفوفه الأمامية مثل عبد الرحمن باشا اليوسف، أمير الحج الشامي والنائب الأسبق في مجلس المبعوثان، والشيخ عبد القادر الخطيب، خطيب الجامع الأموي، والشيخ تاج الدين الحسني، نجل كبير علماء دمشق الشيخ بدر الدين الحسني. لم يكن لهذا الحزب أي برنامج سياسي واضح، سواء المطالبة باستقلال سورية بحدودها الطبيعية وضمان وحدة أراضيها، ولم يتضمن أي إشارة في أدبياته إلى ميول أعضائه العثمانية وانتقادهم المُبطن للدولة الهاشمية التي أقيمت في دمشق، تحت راية الأمير فيصل. جاء في بيان التأسيس مطالبة أعضاء الحزب بنظام ملكي دستوري، يقيد صلاحيات الأمير فيصل ويجعله مسؤولاً أمام مجلس نواب مُنتخب. وطالبوا بالتساوي في الحقوق بين جميع مكونات الشعب السوري، دون التفريق بينهم على أي أساس عرقي أو ديني.

## وزيراً للعدل عام 1920
توج الأمير فيصل ملكاً على البلاد يوم 8 آذار 1920 وبعدها بأربعة أشهر تمت الإطاحة به وبعهده في معركة ميسلون، على يد الجيش الفرنسي. وفي الساعات الأخيرة من تواجده في دمشق، شُكلت حكومة جديدة ذهبت رئاستها للوجيه علاء الدين الدروبي وعُين مؤيد العظم فيها وزيراً للعدلية يوم 25 تموز 1920. أشرفت هذه الحكومة على اجتثاث رجالات الملك فيصل من مفاصل الدولة السورية ولكنها سقطت سريعاً يوم اغتيال رئيسها في قرية خربة غزالة في سهل حوران، يوم21 آب 1920. ذهبت رئاسة الحكومة من بعدها للضابط الدمشقي جميل الإلشي، الذي عمل مرافقاً عسكرياً لفيصل ثم وزير للحربية خلفاً للشهيد يوسف العظمة، الذي قتل في معركة ميسلون. أُعلنت أسماء الوزراء الجدد يوم 6 أيلول 1920، وكان من ضمنهم بديع مؤيد العظم، وزيراً للعدل للمرة الثانية. كُلّف بمتابعة جريمة خربة غزالة ومعاقبة قتلة علاء الدين الدروبي. استمر في منصبه حتى 30 تشرين الثاني 1920، عندما قدمت حكومة الإلشي استقالتها، اعتراضاً على قرار فصل الأقضية الأربعة عن سورية (حاصبيا وراشيا وبعلبك وسهل البقاع) وضمها إلى دولة لبنان الكبير.

## رئيساً لبرلمان دولة دمشق
في ذلك العام، أعلَنت حكومة الانتداب الفرنسي تقسيم سورية إلى دويلات، منها دولة دمشق ودولة حلب ودولة جبل الدروز ودولة العلويين، وعُين الوجيه الدمشقي حقي العظم حاكماً على دولة دمشق، التي ضمت مدينتي حمص وحماة، وفي 1 كانون الأول 1920.تم تكليف مؤيد العظم بحقيبة العدل مجدداً، وفي حزيران 1921، تَعرض المندوب السامي الفرنسي هنري غورو لمحاولة اغتيال وهو في زيارة إلى مدينة القنيطرة فطُلب من وزير العدلية التحقيق بالقضية وملاحقة الجاني أدهم خنجر، أحد قادة النضال الوطني في الجنوب اللبناني. حافظ بديع مؤيد العظم على منصبه الوزاري حتى 22 حزيران 1922.

## نائباً لرئيس الاتحاد السوري الفيدرالي
وفي سنة 1922 جُمعت ثلاث دويلات في نظام حكم جديد ولّد ولادة قيصرية وعاش حياةً قصيرة لم تتجاوز الثمانية عشر شهراً، سمي بدولة الاتحاد السوري الفيدرالي. عاصمة الدولة الجديدة كانت حلب في شمال البلاد وكان نظام الحكم فيها يعطي لكل دولة من الدويلات حق إدارة شؤونها المالية والعدلية والطابو والأوقاف والبرق والبريد والتعليم والدرك والأمن العام. أما عن عائدات دولة الاتحاد، فكان يحق لكل دولة ان تأخذ 50 في المئة من مواردها لنفسها وأن توزع ما تبقى بالتساوي على شقيقاتها من الدويلات، من دون التدخل في كيفية صرف هذه الأموال. جاء في نظام الاتحاد واجب انتخاب مجلس نيابي لكل دولة، يكون له صوت واحد في إدارة الدولة الفيدرالية، عبر مجلس نيابي مركزي يجتمع دورياً في حلب وليس في دمشق. حُددت الانتخابات في حزيران 1923، وكانت الأولى من نوعها منذ بداية الاحتلال قبل ثلاث سنوات. انتخب بديع مؤيد العظم رئيساً لبرلمان دولة دمشق ونائباً لرئيس الاتحاد، صبحي بركات. اعترض الأهالي بشدّة على هذا النظام وفي 1 كانون الثاني 1925، تمت الإطاحة به من قبل الفرنسيين والجمع بين دولتي دمشق وحلب في كيان سياسي جديد سُمّي الدولة السورية.

## وزيراً في الدولة السورية
ظلّ بديع مؤيد العظم خارج الحكم من يومها وحتى تشرين الأول 1930، عندما شُكلت حكومة جديدة في الدولة السورية ذهبت رئاستها إلى الشيخ تاج الدين الحسني، صديقه القديم من أيام الملك فيصل. عَينه الشيخ تاج وزيراً للزراعة، وفي 19 تشرين الأول 1931، كلّفه بحقيبة العدلية مجدداً وبحقيبة الداخلية، وكانت مهمته الإشراف على الانتخابات النيابية التي دعت لها فرنسا في سورية. رَشح نفسه للمجلس النيابي وشكّل قائمة موحدة مع تاج الدين الحسني للوقوف في وجه الكتلة الوطنية ورئيسها هاشم الأتاسي، ضمّت حقي العظم ورئيس الوزراء الأسبق الفريق رضا باشا الركابي. ولكن وقبل هذه الانتخابات، أُجبر رئيس الحكومة على التخلي عن منصبه، فتمّ تكليف بديع مؤيد العظم برئاسة الحكومة بالوكالة حتى 11 حزيران 1932، وهو يوم انتخاب محمد علي العابد رئيساً للجمهورية.

## الوفاة
تقاعد بعدها بديع مؤيد العظم ولزِم منزله حتى وافته المنية عن عمر ناهز 95 عاماً سنة 1965.